# Geersbroek
Geersbroek is een buurtschap   in de gemeente Alphen-Chaam in de Nederlandse provincie Noord-Brabant. Het ligt in het noorden van de gemeente, een kilometer ten zuidoosten van Ulvenhout.
Dichtbij ligt het landgoed Anneville. Iets verder is het landgoed Valkenberg.